# London Boys
A London Boys egy Németországban alapított angol diszkóduó volt. Az 1980-as évek második felében váltak népszerűvé Európa-szerte, vidám, jó ritmusú felvételeikkel. Különösen első nagylemezük, a The Twelve Commandments of Dance bővelkedett a slágerekben. Róluk készült az Emberrabló lányok című magyar film, amelyet azonban végül nem mutattak be. 1996. január 21-én egy tragikus autóbalesetben életüket vesztették.

## Tagok
- Edem Ephraim (London, 1959. július 1. – Ausztria, 1996. január 21.)
- Dennis Fuller (Jamaica, 1959. június 19. – Ausztria, 1996. január 21.)

## Karriertörténet

### A kezdetek
Edem és Dennis 1981 óta éltek Hamburgban, ám mégis Londonban ismerkedtek meg. 1986-ban Ralf-René Maué dalszerző és lemezproducer javaslatára társultak London Boys néven. Kettőjük közül Dennis rendelkezett kicsit több szakmai tapasztalattal: korábban tagja volt a Roxy Rollers nevű görkoris csapatnak, amely 1979-ben kislemezt is kiadott I Need A Holiday címmel. Ami a görkoris táncot illeti, abban Edemnek is voltak tapasztalatai, melyeket jól hasznosítottak a London Boys koreográfiáinak megtervezésében.
1986-ban jelent meg a Harlem Desire című maxijuk, szinte egyidőben egy másik, még szintén ismeretlen kettős, a svéd Roxette Neverending Love című felvételével. A Harlem Desire sikeres lett a diszkókban, s nem maradt el a folytatás sem: I’m Gonna Give My Heart; My Love; Dance Dance Dance. Megannyi lendületes ritmusú, jó hangulatú felvétel, melyek új színt hoztak az akkoriban divatos, de kissé egyhangúvá vált italodisco és a Dieter Bohlen nevével fémjelzett, esetenként szentimentális-affektáló német popzene (Modern Talking, C. C. Catch stb.) világába. A London Boys első nagylemeze, az 1988 végén boltokba került The Twelve Commandments of Dance alighanem az évtized egyik legjobb diszkóalbuma: 12 dalt tartalmaz, köztük a korábban megjelent 4 sláger rövidebb albumverzióját, illetve újabb sikerszámokat. Ezek közül a London Nights és a Requiem lett az együttes két legsikeresebb felvétele: mindkettővel bekerültek a brit Top 10-be. Angliában egyébként csak az album megjelenése után lett ismert és népszerű a Harlem Desire, amelyet új változatban dobtak piacra 1989-ben. A nagylemez Németországban és Japánban olyan sikeres lett, hogy rövid időn belül mindkét országban második kiadás jelent meg belőle. A németek a borítóképen változtattak, a japánok a lemez címén: náluk már az első kiadás címe is más volt (Odore, ami a japán nyelvben azt jelenti: Táncolj!), a másodiké pedig a nagy sláger nyomán London Nights lett.

### A folytatás
Az 1991-ben megjelent második album, a Sweet Soul Music a címével ellentétben nem a soul, hanem inkább a reggae hatását tükrözi. Az LP egyik dala például az irányzat legendás alakjának, Bob Marley-nek állít emléket. A tempó kicsit visszafogottabb lett a debütáló albumhoz képest, ami nem biztos, hogy jó ötlet volt, hiszen az új LP legnagyobb slágerei pont azok a dalok voltak, melyek a korábbi tempót és hangzást idézték: Sweet Soul Music; Freedom; Chapel of Love. A harmadik nagylemeznek (Love 4 Unity, 1993) már nem volt akkora sikere, mint az előző kettőnek. Addigra már Európában is a rap és a techno lett a legsikeresebb zenei irányzat, a London Boys muzsikája divatjamúltként hatott. Az együttes 1995-ben újabb nagylemez (Hallellujah Hits) segítségével próbált meg visszakerülni az élvonalba, ám a vallásos ihletésű popslágerek iránt sem volt túl nagy az érdeklődés.

### A baleset
A London Boys további pályafutását szomorú tragédia törte derékba. 1996 januárjában Edem és Dennis DJ barátjukkal, valamint Edem feleségével az osztrák Alpokba utaztak szabadságra. A hegyi szerpentinen egy részeg svájci által vezetett személygépkocsi áttért az ő sávjukba, és a két autó karambolozott. A vétlen jármű mind a négy utasa meghalt. Edem és felesége után egy hároméves kisfiú, Dennis után egy tízéves kislány maradt árván.

### A láthatatlan film
A korabeli magyar filmes bulvársajtó az 1980-as évek vége felé szűkszavúan tudósított egy új magyar produkcióról, melyet Szalkai Sándor rendezett. Az Emberrabló lányok című filmben fiatal lányok, akik nem kaptak jegyet a budapesti London Boys koncertre, elrabolják az általuk a duónak hitt két technikus fiút a repülőtérről, hogy énekeljenek nekik. A filmben olyan neves színészek tűnnek fel, mint Haumann Péter, Schütz Ila, Csákányi László, Máthé Erzsi és Tordy Géza. A főszereplők között látható Kalapács József rockzenész és Bíró Ica modell. A filmet azonban hiába várták a nézők, Szalkai halála és jogi problémák miatt nem került a közönség elé, csupán videómegosztó oldalakon érhető el.

## Ismertebb lemezeik

### Albumok
- 1988 – The Twelve Commandments of Dance
- 1989 – The Twelve Commandments of Dance (új kiadás, a Helpless helyett a London Nights szerepel rajta)
- 1991 – Sweet Soul Music
- 1991 – Chapel of Love (Dél-Afrika)
- 1993 – Love 4 Unity
- 1995 – Hallelujah Hits
- 2006 – The Maxi Singles Collection vol. 1 (maxilemezek válogatása CD-n)
- 2006 – The Maxi Singles Collection vol. 2 (maxilemezek válogatása CD-n)

### Kislemezek, maxilemezek, CD-maxik
- 1986 – I’m Gonna Give My Heart (Radio Version) / I'm Gonna Give My Heart (Instrumental) Teldec 6.14631
- 1986 – I’m Gonna Give My Heart (Maxi Version) / I'm Gonna Give My Heart (Instrumental) Teldec 6.20607
- 1986 – I’m Gonna Give My Heart (Remix) / I'm Gonna Give My Heart (Instrumental) Teldec 6.20680
- 1987 – Harlem Desire / Put A Meaning In My Life Teldec 6.14720
- 1987 – Harlem Desire (Maxi Version) / Put A Meaning In My Life Teldec 6.20675
- 1987 – Dance Dance Dance / Dance Dance Dance (Instrumental) Teldec 6.14865
- 1987 – Dance Dance Dance (Maxi Version) / Dance Dance Dance (Instrumental) Teldec 6.20773
- 1987 – My Love / My Love (Instrumental) Ultra Phone 6.14972
- 1987 – My Love (Maxi Version) / My Love (Instrumental) Ultra Phone 6.20824
- 1987 – London Boys Supermix K-tel LBO-1234
- 1988 – Requiem / The Midi Dance Ultra Phone 6.15054
- 1988 – Requiem Rapper mix (Dennis Fuller)
- 1988 – Requiem (Continental Mix) / Requiem (Special UK Mix) Teldec 6.20939, 247 288-0
- 1988 – Requiem (Special UK Mix) / My Love / Dance Dance Dance (CD Maxi) Teldec 8.20786 XS, 247 246-2
- 1988 – Requiem (Hamburg Mix) / Requiem (Continental Mix) / Requiem (Special UK PWL Mix) / The Midi Dance WEA (Teldec) 24 72880
- 1988 – Requiem (Hamburg Mix) / Requiem (Hamburg Edit) / The Midi Dance WEA YZ 345T, 247 244-0
- 1989 – Requiem (London Remix) / Requiem (Continental Remix) / The Midi Dance WEA YZ345 (TX)
- 1989 – London Nights / London Days (Instrumental) Teldec (WEA) 247 019-7, YZ 393,
- 1989 – London Nights (Maxi Version) / London Days (The Instrumental) Teldec (WEA) 247 018-0, 6.70031, YZ 393T
- 1989 – London Nights (London Remix) / London Nights (PWL Remix) / London Days (Instrumental) WEA (Teldec) YZ393 TX, 246 824-0
- 1989 – London Nights (PWL 12" Remix) / London Nights (PWL 7" Remix) / Instrumental) WEA YZ 393TX SAM
- 1989 – London Nights (Single Version) / Requiem (Continental Remix) / London Nights (12" Version) (cd maxi) Teldec 247 017-2, YZ 393 CD
- 1989 – Harlem Desire / Talk! Talk! Talk! WEA (Teldec) YZ 415, 246 680-7
- 1989 – Harlem Desire (Extended Mix) / Talk! Talk! Talk! WEA (Teldec) YZ 415T, 246 680-0
- 1989 – Harlem Desire / Talk! Talk! Talk! / Harlem Desire (Extended Mix) / Kimbaley (My  Ma-Mama Say) (CD maxi) Teldec 246 679-2
- 1989 – My Love (Remix) / Heartache WEA 246 524-7, YZ 433
- 1989 – My Love (Extended Remix) / Heartache / My Love (Remix) WEA YZ 433T, 2292-46523-0
- 1989 – Megamix WEA YZ 433TX, 2292-46506-0
- 1990 – Chapel of Love (Radio Mix) / Chapel of Love (Instrumental)
- 1990 – Chapel of Love (Honeymoon Mix) / Chapel of Love (Monastery Mix) / Chapel of Love (Radio Mix)
- 1990 – Chapel of Love (7" Version) / Chapel of Love (Hot Mix #1) / Chapel of Love (Hot Mix #2)
- 1990 – Chapel of Love (Hot Mix #1) / Chapel of Love (Hot Mix #2)
- 1990 – Chapel of Love / Chapel of Love (Instrumental) / Chapel of Love (Radio Mix)
- 1990 – Freedom (Radio Version) / Freedom (Instrumental)
- 1990 – Freedom (Radio Version) / Freedom (Eight-O-Eight Mix) / Freedom (Instrumental)
- 1990 – Freedom (12" Version)
- 1991 – Sweet Soul Music (Radio Version) / Sweet Soul Music (Instrumental)
- 1991 – Sweet Soul Music (Radio Mix) / Sweet Soul Music (Soul Kitchen Mix) / Sweet Soul Music (Instrumental)
- 1991 – Is This Love? / Is This Love? (Remix)
- 1991 – Is This Love? (Come On Jamaica Remix) / Is This Love? (7" Version) / Is This Love? (7" Remix)
- 1991 – Tonight! Tonight! / Love Train / High Fidelity
- 1992 – Moonraker (Friendship 7 Mercury Mix) / Moonraker (Radio Version) / Moonraker (Instrumental)
- 1992 – Moonraker (Deep Affinity Remix) / Moonraker (Tribal Base Mix)
- 1993 – Baby Come Back (Please Come Home Mix – Extended Version) / Baby Come Back (Cavallino 12" Remix Rapino Brothers) / Baby Come Back ( Affinity Tranceuro Remix)
- 1993 – Baby Come Back (Teryiaky With The Rapino Bros Club Mix) / Baby Come Back (Teryiaky Instrumental) / Baby Come Back (Teryiaki With The Rapino Bros 12" Handbag Mix) / Baby Come Back (Affinity Tranceuro Mix)
- 1995 – Gospel Train to London (Extended Club Mix) / Gospel Train to London (Club Remix) / Gospel Train to London (A Capella Version) (The New London Boys néven)
- 1995 – Kumbaya (Single Edit) / Kumbaya (Extended Version) / Kumbaya (Instrumental)

(The New London Boys néven)

## Slágerlistás helyezések
(Ahol nincs közelebbi adat, ott csak az évet és a helyezést sikerült kinyomoznom.)
- Harlem Desire

Nagy-Britannia: 1989 szeptemberében. Legmagasabb pozíció: 17. hely
- My Love

Nagy-Britannia: 1989-ben. Legmagasabb pozíció: 46. hely
- London Nights

Nagy-Britannia: 1989 júliusában. Legmagasabb pozíció: 2. hely

Németország: 1989-ben. Legmagasabb pozíció: 24. hely

Svájc: 1989. augusztus 20-ától 10. hétig. Legmagasabb pozíció: 9. hely
- Requiem

Ausztria: 1989. augusztus 1-jétől 14 hétig. Legmagasabb pozíció: 11. hely

Nagy-Britannia: 1989 áprilisában. Legmagasabb pozíció: 4. hely

Németország: 1989-ben. Legmagasabb pozíció: 24. hely
- Freedom

Svájc: 1991. január 6-ától 1. hétig. Legmagasabb pozíció: 29. hely
- Sweet Soul Music

Ausztria: 1991. szeptember 1-jétől 11. hétig. Legmagasabb pozíció: 11. hely
- Baby Come Back

Ausztria: 1993. július 4-étől 5. hétig. Legmagasabb pozíció: 27. hely